# Cyrtonyx montezumae
El colín de Moctezuma o codorniz arlequín, también codorniz de Montezuma, codorniz de Moctezuma o codorniz Moctezuma,  (Cyrtonyx montezumae) es una especie de aves galliforme de la familia Odontophoridae originaria de México y regiones adyacentes de los Estados Unidos.

## Descripción
Son aves que miden de 17 a 24 cm de largo, lo que las convierte en una de las especies más pequeñas de América del Norte. Como el resto de las codornices, la cola es bastante pequeña y la apariencia rechoncha. Pesan unos 180 g. Los machos tienen la cara y cuello son blancos con negro, un patrón conocido como de arlequín. Tienen una larga cresta color ante que cuelga hacia atrás de la cabeza. La espalda y las plumas de la cubierta de las alas son color ante oscuro con manchas negras claras, y los costados presentan numerosas manchas circulares.
Por el patrón de coloración del cuerpo, se distinguen dos morfos:
- la forma norteña, con los costados negros con pequeñas manchas circulares blancas, y el pecho y el vientre color marrón oscuro. Propia del norte de México y de los Estados Unidos.
- la forma sureña, con los costados negros con manchas circulares pardas, y el vientre y el pecho color marrón claro. Propia del sur de México.

Las hembras son pardas y con el patrón facial menos marcado que los machos. Los machos juveniles son similares a las hembras; adoptan pronto el patrón de los lados del adulto, pero el patrón facial o adquieren hasta principios de invierno.

## Hábitat
La especie se distribuye en tierras altas desde el sureste de Arizona, suroeste y centro de Nuevo México y oeste de Texas hacia México, desde los estados fronterizos (de Sonora a Tamaulipas) hacia el sur, hasta Oaxaca (oeste del Istmo de Tehuantepec). Está ausente en la cuenca del río Balsas.
Su hábitat incluye bosques abiertos, más frecuentemente de encino pero también de pino-encino y de junípero, con pastos de al menos 30 cm de alto. Presente en pendientes de colinas y cañones. Desde finales del siglo XX su hábitat parece estar reduciéndose y fragmentándose.

## Alimentación
La codorniz arlequín se alimenta de insectos y plantas. En su dieta vegetariana, son particularmente importantes los tubérculos de Oxalis, Cyperus esculentus y C. sphaerolepis. Las aves obtienen los tubérculos excavando con las patas; no se sabe cómo localizan los tubérculos en estaciones en que las plantas no tienen crecimiento aéreo.

## Reproducción
Los machos empiezan a cantar en febrero o marzo, pero la anidación no comienza sino hasta julio o agosto, que coincide con la temporada de lluvias. El nido es inusual dentro de las especies de codornices: un domo de pasto con una sola entrada. La puesta comprende de seis a doce huevos blancos. La incubación, dura veinticinco días (dos días más que la mayoría de codornices americanas). Los machos ayudan a construir el nido, al menos en ejemplares en cautividad, a incubar los huevos y a criar a la progenie.

## Comportamiento social y movimientos
En otoño, la codorniz arlequín mexicana no forma grandes grupos como lo hacen la mayoría de las codornices del Nuevo Mundo. Un grupo promedio consiste de ocho aves, los pares y su parvada. El grupo pernocta en lugares en declive protegidos por rocas que miran hacia el sureste.
Estas aves son muy sedentarias, y suelen alimentarse en un radio de 50 m del lugar donde se alimentaron el día anterior. Los territorios de un grupo en otoño e invierno comprende sólo entre 1 y 5 ha. En temporada reproductiva, las parejas se extienden y los territorios pueden alcanzar hasta 50 ha.
En presencia de humanos, la codorniz arlequín mexicana, en lugar de correr, se queda agachada y sin moverse, escondida entre pastos altos. Pueden tolerar un acercamiento de hasta 1 m antes de huir, y en algunas ocasiones han sido cogidas con la mano.

## Subespecies
Se conocen cinco subespecies de Cyrtonyx montezumae:
- Cyrtonyx montezumae mearnsi - del oeste de Texas al centro de Arizona y norte de México (norte de Coahuila).
- Cyrtonyx montezumae montezumae - este de México (de Tamaulipas a Hidalgo, Puebla y Oaxaca).
- Cyrtonyx montezumae merriami - sudeste de México (área del Pico de Orizaba, en Veracruz).
- Cyrtonyx montezumae sallei - sur de México (del sur de Michoacán a Guerrero y oeste de Oaxaca).
- Cyrtonyx montezumae rowleyi - sur de México (Sierra de Miahuatlán de Guerrero y Oaxaca).

### Nota taxonómica
Las poblaciones sureñas en ocasiones son consideradas una especie aparte, Cyrtonyx sallei. Por otro lado, algunos juzgan que la codorniz arlequín mexicana es coespecífica con la codorniz arlequín centroamericana, Cyrtonyx ocellatus, que reemplaza a aquella desde el Istmo de Tehuantepec hasta Nicaragua.